# Arachnanthus australiae
Espèce
Arachnanthus australiae est une espèce de cnidaires de la famille des Arachnactidae.

## Systématique
Le nom valide complet (avec auteur) de ce taxon est Arachnanthus australiae Carlgren, 1937.